# Хорватська рада оборони
Хорватська рада оборони (скорочено — ХРО, хорв. Hrvatsko vijeće obrane) — колишні офіційні збройні сили Хорватської республіки Герцег-Босна та головне збройне формування хорватського народу в Боснії і Герцеговині впродовж війни в Боснії і Герцеговині. Утворена 8 квітня 1992 року, що відзначається як День заснування ХРО. Після Дейтонської мирової угоди ХРО визначається як хорватська складова Армії Федерації Боснії і Герцеговини, а після оборонної реформи 2005 року трансформована в 1-й піхотний (гвардійський) полк, один з трьох полків у межах Збройних сил Боснії і Герцеговини.

## Історія
ХРО засновано у містечку Груде правлячою в Хорватії партією Хорватська демократична співдружність, а контролювала і фінансувала її — військово-політична верхівка Республіки Хорватії. На початку війни в Боснії і Герцеговині ХРО на деяких територіях БіГ стала на захист Республіки Боснія і Герцеговина, але після домовленості в Граці між Мате Бобаном та Радованом Караджичем, більша частина ХРО повернула зброю проти Республіки Боснія і Герцеговина. Після того, як генерал ХОС, Блаж Кралєвич визнав над собою владу Президії Республіки Боснія і Герцеговина, вказуючи на домовленість про поділ БіГ, ХРО 9 серпня 1992 р. ліквідувала генерала Кралєвича з майже всім командним складом. Невдовзі після того ХОС, в якому спільно боролися хорвати і боснійці супроти сербських агресорів, розпався. В той самий час Томіслав Дретар об'єднав підрозділи бихацького відділення ХРО з військами штабу ТО муніципалітету Бихач, що згодом переросло у П'ятий корпус Армії Республіки Боснії і Герцеговини, який уславився обороною Бихача та розгромом бунтівної Республіки Західна Боснія.